# William Martin (Historiker)

William Martin (ca. 1933)

William Martin (* 20. Februar 1888 in Genf; † 7. Februar 1934 in Zürich; heimatberechtigt in Genf und Perroy) war ein Schweizer Historiker, Journalist und Hochschullehrer.

## Leben
William Martin war der Sohn des Friedensrichters Jean Henri und der Françoise, geborene Verdel. 1913 heiratete er Germaine Berthe Pochelon, Tochter des Louis Georges Antoine.
Er studierte an der Universität Genf Recht, erlangte 1908 das Lizenziat und machte 1909 das Doktorat. Anschliessend war er bis 1916 Korrespondent für verschiedene Zeitungen in Berlin und Paris. Von 1917 bis 1919 war er als Redaktor für Innenpolitik und von 1924 bis 1933 für Aussenpolitik des Journal de Genève tätig. Zwischen 1919 und 1924 war er stellvertretender Direktor des Pressebüros des Völkerbunds und technischer Berater der Internationalen Arbeitsorganisation. Ab 1933 war er Professor für Geschichte an der ETH Zürich.
Martin schrieb zahlreiche Artikel, in denen er für den Völkerbund eintrat, sowie mehrere Beiträge zur Geschichte, darunter 1926 Histoire de la Suisse. Essai sur la formation d’une confédération d’États. Er war Mitgründer der Neuen Helvetischen Gesellschaft.
William Martin ist mit seiner Frau, seinem Bruder Henri (1879–1959) in einem Familiengrab auf dem Friedhof von Petit-Saconnex in Genf bestattet. Sein Nachlass befindet sich in der Bibliothek der UNO in Genf.